# Andoni Gorosabel
Andoni Gorosabel Espinosa (Arrasate, 4 de agosto de 1996) é um futebolista profissional espanhol que joga no Athletic Bilbao, como lateral direito.
Em 5 de dezembro de 2017, Gorosabel renovou seu contrato até 2021, e passou o resto da temporada como reserva de Álvaro Odriozola, competindo com Carlos Martínez pela posição. Em julho de 2018, como Odriozola e Martínez deixaram a equipe, ele passou a ser titular.